# Ephies sericeus
Ephies sericeus är en skalbaggsart som beskrevs av Fisher 1936. Ephies sericeus ingår i släktet Ephies och familjen långhorningar. Inga underarter finns listade i Catalogue of Life.